# Virman Vundabar
Virman Vundabar, es un supervillano extraterrestre, líder de las fuerzas militares de Darkseid, es un estratega militar, creado por Jack Kirby para la editorial DC Comics, apareció por primera vez en las páginas el cómic de Mister Miracle Vol. 1 #5 (diciembre de 1971). El personaje está basado en el dictador italiano Benito Mussolini y tiene rasgos basados en famosos comandantes militares prusianos de siglo XIX y alemanes de la Primera Guerra Mundial.

## Biografía del personaje ficticio
Virman es un residente de Apokolips, Virman es subalterno de Abuela Bondad, quien le entrenó y lo formó para liderar el ejército de Apokolips. Virman creció en los orfanatos como todos los soldados de Darkseid. Él modela su personalidad y sus esquemas sobre la apariencia militar y la precisión Prusiana de la Tierra, al cual admira, además de tomar el nombre que Abuela le asignó. También se había enamorado de la historia terrestre de la antigua Prusia, después de una incursión efectuada en la Tierra. Como muchos de sus asociados, él es un némesis de Mister Miracle. Virman se ha involucrado en muchos planes para lograr el poder, a menudo influenciando a muchos de los lugartenientes de Darkseid, como el Doctor Bedlam, Steppenwolf o el mismo Kanto.
Nótablemente, en una de las historias conocidas del personaje, cuando Darkseid se encontraba ausente y se encuentra visitando el Muro de la fuente, su círculo conspira entre uno y el otro,, por lo que consecuentemente, Vundabar se alía con Abuela Bondad.
Sin embargo, cuando Darkseid regresa del Muro de la fuente, y no controla su estado mental, Virman se aprovecha de esta situación, sin embargo, Darkseid se va recuperando poco a poco lo suficiente como para destruirlo con sus rayos Omega. A pesar de esto, Darkseid más adelante lo resucita, y aunque aparentemente sigue siendo leal a su amo Darkseid, Abuela Bondad es escéptica sobre su verdaderas intenciones.

En los acontecimientos de la miniserie Titanes del Terror, Vundabar aparece como un miembro de la Junta. El sería asesinado por Rey Reloj.
Su sobrina, Malice Vundabar, es miembro de las Furias Femeninas. Ella es capaz de controlar una criatura sombra conocida como Chessure.
Se sabe que Virman tiene un hijo llamado Rave Divera Vundabar.

## Poderes y habilidades
El Dr. Virman Vundabar es funcionalmente inmortal y es más fuerte que cualquier humano de su complexión física y estatura. También es un reconocido científico ingenioso, muy hábil en la elaboración de trampas mortales y un astuto estratega militar. Él es muy bueno en combate cuerpo a cuerpo, pero se ve obstaculizado por su pequeño tamaño, y prefiere dejar el combate físico a sus tropas, los Parademons.

## Otras versiones
- Kingdom Come de Mark Waid y Alex Ross, una versión de Virman Vundabar es visto en un bar subterráneo que visita Superman.

## Apariciones en otros medios
- Virman Vundabar tiene una aparición en la serie de televisión de la Liga de la Justicia Ilimitada en el episodio The Ties That Bind. También aparece en el episodio Alive.
- Virman Vundabar tiene una aparición en la serie de televisión de la Batman el Valiente en el episodio Darkseid Descending.
- Virman Vundabar tiene una aparición en la serie de televisión de la Justice League Action en el episodio Under Red Sun.

## Curiosidades
- El nombre "Vundabar" es una corrupción de la palabra alemana "wunderbar", que significa "maravilloso". Este nombre le fue dado por Abuela Bondad, y aunque la ortografía de su nombre ha variado a lo largo de los años entre Vundabar y Vunderbarr, en su primera aparición se deletreaba "Vundabar".